# Nebel, Amrum
Nebel är en kommun (Gemeinde) på ön Amrum i Kreis Nordfriesland i det tyska förbundslandet Schleswig-Holstein.
Kommunen ingår i kommunalförbundet Amt Föhr-Amrum tillsammans med ytterligare 14 kommuner.